# Uri Barbasz
Uri Barbasz (hebr. ‏אורי ברבש‎; ur. 24 grudnia 1946 w Tel Awiwie) – izraelski reżyser filmowy.
Wyreżyserował i był współautorem (wraz z Eranem Preisem) filmu „Beyond the Walls” (pol. Poza murami) (1984), który był nominowany do Oscara za najlepszy film obcojęzyczny.  Film opowiada o zatłoczonym więzieniu, w którym żydowscy i arabscy więźniowie zmuszeni są odłożyć na bok swoje uprzedzenia i zjednoczyć się w tworzeniu zuchwałego planu ucieczki.
Jego film „Echad Mi’Shelanu” (pol. jeden z nas) (1989) to izraelski dramat o żandarmie, skierowanym do prowadzenia śledztwa o swoich byłych kolegach z elitarnej jednostki spadochronowo-desantowej, którzy są oskarżeni o morderstwo Araba, który zabił jednego z członków grupy. Scenariusz został napisany przez brata reżysera: Benniego Barbasza, który jest aktywistą na rzecz pokoju oraz scenarzystą teatralnym.

## Filmografia
- Stigma (1982)
- Gabi Dear Son (1982)
- Near Ones, Dear Ones (1982) – serial
- Beyond the Walls (1984)
- Niezdobyty ląd (The Dreamers) (1987)
- One of Us (1989)
- Where Eagle Fly (1990)
- Last Moments (1990)
- Real Time (1991)
- Licking The Strawberry (1992)
- Beyond the Walls 2 (1992)
- Ipui Koach (1994)
- Mishpat Kastner (1994) – miniserial
- Sitton (1995)
- Kav 300 (1997)
- Tironoot (1998–2001) – serial
- My First Sony (2002)
- Miluim (2005–2006) – serial
- Salt of The Earth (2006)
- Wiosna 1941 (2007)
- Kavanot Tovot (znany też jako Good Intensions) (2008)
- Ha-Emet Ha’Eroma (2008–2009) – serial
- A Milk Well, Mid Town (2012)
- Kapo w Jerozolimie (2015)

## Nagrody
- 1984 – Nagroda Ofir (przyznawana przez Izraelską Akademię Filmową) za reżyserię filmu Beyond the Walls;
- 1984 – Nagroda Tygodnia Krytyki Filmowej na Międzynarodowym Festiwalu Filmowym w Wenecji za film Beyond the Walls;
- 1987 – Nominacja do Grand Prix na Międzynarodowym Festiwalu Filmowym w Tokio za film Niezdobyty ląd;
- 2015 – Nagroda Specjalna im. Schoumannów na Międzynarodowym Festiwalu Filmowym w Jerozolimie za film Kapo w Jerozolimie[5],
- 2016 – Nagroda Publiczności na 12. Międzynarodowym Festiwalu Filmowym Żydowskie Motywy za film Kapo w Jerozolimie[6].